# フォックス装甲車
フォックス装甲車は、第二次世界大戦中にカナダで用いられた装輪装甲車である。

## 概要
製造はカナダのゼネラルモーターズによる。設計の基礎はイギリス陸軍のハンバー軽偵察車であり、ベース車体はCMPトラックであった。乗員は4名で、配置は車長、操縦手、銃手、無線手である。1,506輌が生産された。
配備はイギリス、イタリア、インドである。第二次世界大戦後にこれらの車輛の多くがポルトガル陸軍に送られた。ポルトガル植民地戦争が勃発すると、これらは1961年から1975年まで、アンゴラ、ギニアビサウ、モザンビークで対反乱作戦のために使われた。